# Grammatophyllum martae
Grammatophyllum martae là một loài thực vật có hoa trong họ Lan. Loài này được Quisumb. ex Valmayor & D.Tiu mô tả khoa học đầu tiên năm 1983.

## Hình ảnh

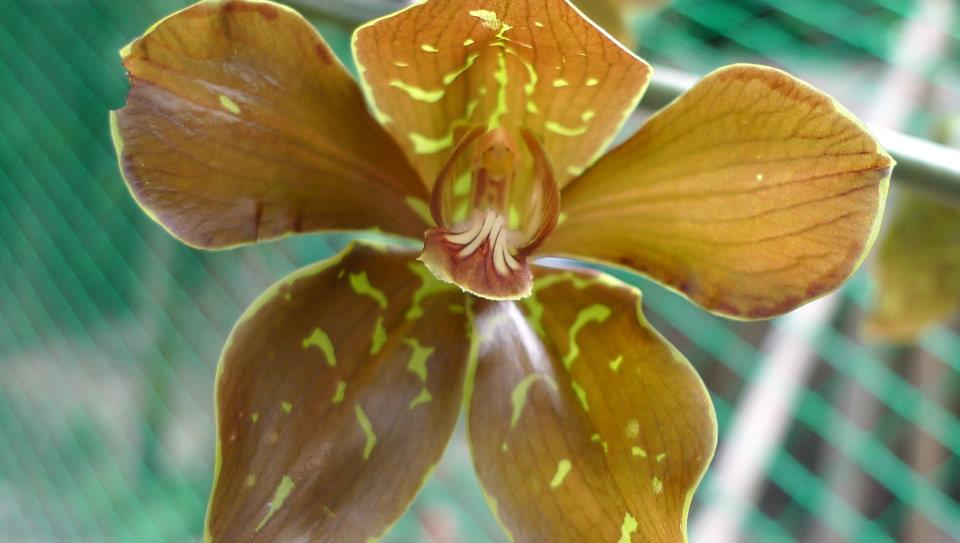
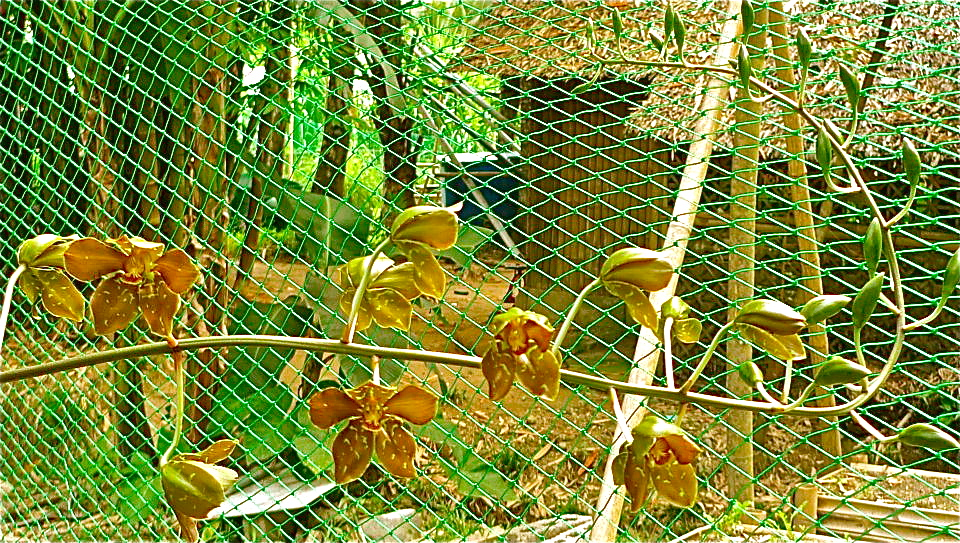